# Эдлер, Александр
Ульф Никлас Александр Эдлер (швед. Ulf Niklas Alexander Edler; 21 апреля 1986, Эстерсунд) — профессиональный шведский хоккеист, выступающий в НХЛ за клуб «Лос-Анджелес Кингз». Выступает на позиции защитника. Двукратный чемпион мира в составе сборной Швеции (2013, 2017).
Отыграл 15 сезонов за «Ванкувер Кэнакс» (2006—2021) — 925 матчей и 409 очков (99+310). В плей-офф сыграл 82 матча и набрал 38 очков (8+30). В 2012 году играл в Матче всех звёзд.
28 июля 2021 года покинул «Кэнакс» и как свободный агент подписал однолетний контракт с «Лос-Анджелес Кингз» на 3,5 млн долларов.
31 декабря 2022 года Эдлер сыграл свой 1000-й матч в регулярных сезонах НХЛ. В этих матчах он набрал 434 очка (103+331).

## Статистика
Последнее обновление: 24 июня 2018 года
```
 
                                           --- Regular Season ---   ----- Playoffs -----
 SEASON      TEAM              League       GP   G   A  Pts  PIM    GP   G   A  Pts  PIM
-----------------------------------------------------------------------------------------
2001–2002   Jämtland           Sweden        8   0   1    1    2    --  --  --   --   --
2002–2003   Jämtland           Sweden       13   7   0    7    4    --  --  --   --   --
2003–2004   Jämtland           Sweden Jr.    6   0   3    3    6    --  --  --   --   --
2003–2004   Jämtland           Sweden       24   3   6    9   20    --  --  --   --   --
2004–2005   Modo Hockey        Sweden Jr.   33   8  15   23   40     5   1   0    1    6
2005-06  Kelowna Rockets             WHL    62   13   40   53   44  12   3   5   8  12
2006-07  Manitoba Moose              AHL    49    5   21   26   28   8   0   0   0   2
2006-07  Vancouver Canucks           NHL    22    1    2    3    6   3   0   0   0   2
2007-08  Manitoba Moose              AHL     2    0    1    1    0  --  --  --  --  --
2007-08  Vancouver Canucks           NHL    75    8   12   20   42  --  --  --  --  --
2008-09  Vancouver Canucks           NHL    80   10   27   37   54  10   1   7   8   6
2009-10  Vancouver Canucks           NHL    76    5   37   42   40  12   2   4   6  10
2010-11  Vancouver Canucks           NHL    51    8   25   33   24  25   2   9  11   8
2011-12  Vancouver Canucks           NHL    82   11   38   49   34   5   2   0   2   8
2012-13  Vancouver Canucks           NHL    45    8   14   22   37   4   1   0   1   2
2013-14  Vancouver Canucks           NHL    63    7   15   22   50  --  --  --  --  --
2014-15  Vancouver Canucks           NHL    74    8   23   31   54   6   0   3   3   4
2015-16  Vancouver Canucks           NHL    52    6   14   20   46  --  --  --  --  --
2016-17  Vancouver Canucks           NHL    68    6   15   21   36  --  --  --  --  --
2017-18  Vancouver Canucks           NHL    70    6   28   34   68  --  --  --  --  --
--------------------------------------------------------------------------------------
         NHL Totals                        758   84  250  334  491  65   8  23  31  40

```

1. 1 2  https://www.iihf.com/en/events/2017/wm/teams/roster/45632/sweden/ — Международная федерация хоккея на льду.